# Эденкобен
Эденкобен (нем. Edenkoben) — город в Германии, в земле Рейнланд-Пфальц.
Входит в состав района Южный Вайнштрассе. Подчиняется управлению Эденкобен. Население составляет 6594 человека (на 31 декабря 2010 года). Занимает площадь 17,90 км². Официальный код — 07 3 37 020.